# Adolfo Simões Müller

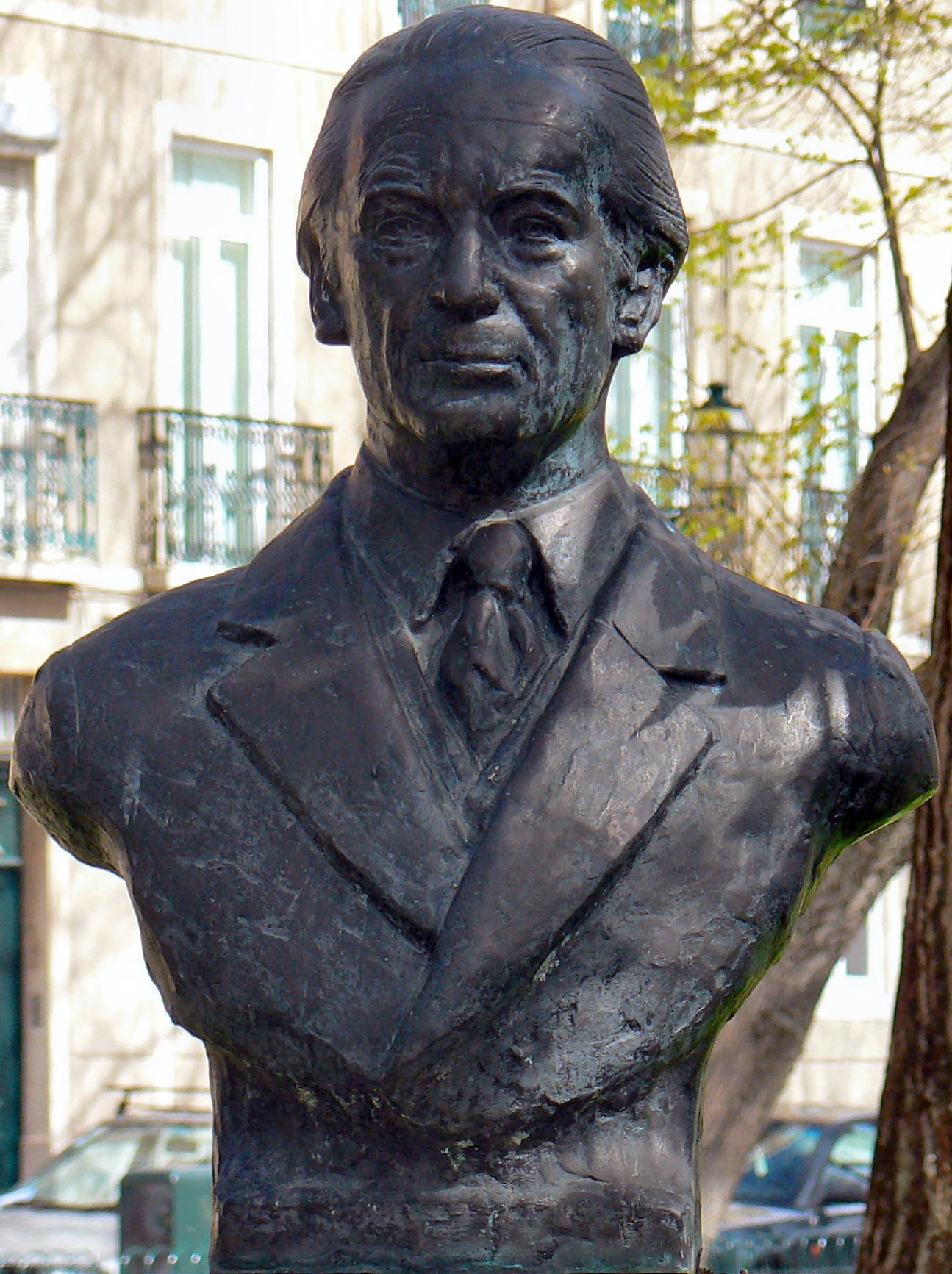
Büste des Adolfo Simões Müller in Lissabon

Adolfo Simões Müller (* 18. August 1909 in Lissabon, Portugal; † 17. April 1989 ebenda) war ein portugiesischer Schriftsteller, Journalist und Kulturfunktionär deutscher Abstammung. Er gilt als einer der bedeutendsten Kinder- und Jugendbuchautoren Portugals im 20. Jahrhundert und als der bedeutendste des Estado Novo (1932 bis 1974).

## Leben
Adolfo Simões Müller studierte zunächst Medizin, sattelte aber später auf Journalismus um und veröffentlichte sein erstes Buch im Alter von 16 Jahren, einen Gedichtband. Es folgte die Gründung der ersten Comic-Zeitschrift Portugals (O Papagaio – Der Papagei) 1935, dem Simões Müller als Chefredakteur bis 1941 vorstand. Dort wurden später auch Lucky Luke sowie Asterix veröffentlicht und es war das erste Magazin außerhalb Frankreichs, dass sich rühmen konnte, „Die Abenteuer von Tintin“ (Tim und Struppi) von Herge veröffentlicht zu haben. Auch war er in der Zeit der Leiter der Kinder- und Jugendabteilung der Nationalen Radio-Kommission (Emissiora Nacional). Von 1941 bis 1951 war er Chefredakteur des Kinder- und Jugendmagazins „O diabrete“. Als Journalist war er auch für die Magazine „Navidades“ und „O cavaleiro andante“ tätig.
Bekannt waren auch seine Adaptionen portugiesischer Klassiker, die er in die Jugendsprache bzw. leicht verständlich übersetzte: von den „Lusiaden“ des Camões bis zur „Peregrinação“ von Fernão Mendes Pinto reichte die Palette. Auch ausländische Jugendliteratur, allen voran Gullivers Reisen und Michael Strogoff (Der Kurier des Zaren) von Jules Verne, wurden von ihm übersetzt. Mit „Historizinha de Portugal“ 1944 versuchte er erstmals, die Geschichte des Landes für Jugendliche leicht verständlich darzustellen. Insgesamt hat Simões Müller rund 70 Bücher veröffentlicht.

## Werke (Auswahl)
- As asas de Icaro, Lyrik, 1925.
- Historizinha de Portugal, Jugendgeschichtsbuch, 1944.
- A primeira volta ao mundo, Jugendbuch, 1971.
- O principe do mar (Jugendbiographie über Prinz Heinrich den Seefahrer), ohne Jahr.

## Auszeichnungen (Auswahl)
- Premio Nacional de literatura infantil, 1971.
- Grande Premio da Literatura infantil der Gulbenkian-Stiftung, 1982.